# Paris Blues
Paris Blues (Originaltitel: Paris Blues) ist ein Roman von Walter Bernstein und Harold Flender, der 1961 unter der Regie von Martin Ritt verfilmt wurde.
In den Hauptrollen spielen das Ehepaar Paul Newman und Joanne Woodward an der Seite von Sidney Poitier.

## Handlung
Die amerikanischen Jazzmusiker Ram Bowen (Paul Newman) und sein Freund Eddie Cook (Sidney Poitier) leben in Paris. Bowen möchte in der Stadt komponieren, Cook den rassistischen Anfeindungen in seiner Heimat entgehen. Ihre Liebe zu Paris wird auf die Probe gestellt, als sie sich in die Amerikanerinnen Connie Lampson (Diahann Carroll) und Lillian Corning (Joanne Woodward) verlieben. Diese wollen mit den beiden in die Staaten zurückkehren. Obwohl Bowen diese Idee zunächst ernsthaft in Betracht zieht, erkennt er später, dass Musik das Wichtigste in seinem Leben ist und er sie weiter in Paris suchen wird.

## Besonderheiten
- Der legendäre Jazz-Trompeter Louis Armstrong tritt im Film in einer Jam-Session auf.
- Duke Ellington wurde 1962 wegen der Filmmusik sowohl für einen Oscar als auch für einen Grammy nominiert.[1]
- Für seinen Part als Posaunist wurde Paul Newman von Billy Byers gecoacht; seine Instrumentalparts wurden von Murray McEachern gespielt.

## Soundtrack
- Paris Blues von Duke Ellington, Rykodisc (Jazz)

## Kritiken
Prisma-Online: „Höhepunkt des Films ist der Auftritt des legendären Jazz-Trompeters Louis "Satchmo" Armstrong in einer Jam-Session. Auch der Soundtrack von Duke Ellington macht "Paris Blues" zu einem Muss für Jazzfans“.

## Hintergrund
Der Film wurde in Paris gedreht. Er kam am 27. September 1961 in die US-amerikanischen und am 15. Dezember 1961 in die deutschen Kinos.